# Giuseppe Mazzacorati
Giuseppe Mazzacorati (Bologna, 30 novembre 1803 – Bologna, 27 maggio 1887) è stato un politico italiano.
Fu senatore del Regno d'Italia nella XIII legislatura.